# 大浅間ゴルフクラブ
大浅間ゴルフクラブ（だいあさまゴルフクラブ）は、長野県北佐久郡御代田町塩野に広がるゴルフ場である。

## 概要
東京都江東区東雲の埋立地には1952年（昭和27年）に開設された「東雲ゴルフ場」があったが、東京都港湾局からの借地だったため移転先を探すことになり、その場所をめぐって会員は二派に分かれた。
元東京都長官・松井春生は、長野県北佐久郡御代田町に「大浅間ゴルフクラブ」を、天野健雄は埼玉県比企郡嵐山町に「嵐山カントリークラブ」を計画することになった。1961年（昭和36年）1月11日、大浅間ゴルフクラブ発起人会が開催され、同年1月20日、開発母体「日本みどり開発株式会社」が設立され、会長には松井が就任した。6月17日、アウト9ホールが仮オープン、日興証券株式会社、八幡製鐵株式會社などの一流企業が主要株主となった。
建設地の北佐久郡御代田町は、戦後、引き揚げ者が入った地区で、転石が多く農地として不向きと「長野県観光開発公社」が、浅間山麓開発の名目で買上げていた。その土地を日本みどり開発が、ゴルフ場の建設のために譲り受けた。1961年（昭和36年）6月9日、コースの設計は松井が行い、コースの工事が着工され、翌1962年（昭和37年）7月15日、コースは完成し、仮オープンされた。翌1963年（昭和38年）5月19日、三井不動産グループのゴルフ場が開場した。工事は火山山麓特有の溶岩と火山灰の地層と土質で難航した。コースを設計した松井春生は、オープン後に「粗雑な造成工事と小雑木、木も殆どなく石ころだらけで、まともなクラブは使えなかった」と語った。
歴代理事長には、奥村綱雄、瀬川美能留、江戸英雄、田中順一郎、岩沙弘道などが就任した。2018年（平成30年）、日本みどり開発株式会社を「大浅間ゴルフ株式会社」に社名変更された。
大浅間ゴルフクラブは、浅間山を眼前にして、日本アルプスや八ヶ岳連峰が展開するロケーションに恵まれた丘陵コースである。特徴的なのは、2グリーンの利用次第で36ホール分のゴルフプレイを楽しめる設計になっていることである。丘陵コースだが全体的にフェアウェイは広く、アウトは距離の長いコースがあり長打が要求され、インは距離は短めだが技術を要求するレイアウトとなっている。

## 所在地
〒389-0201 長野県北佐久郡御代田町塩野400-1番地

## コース情報
- 開場日 - 1963年5月19日
- 設計者 - 松井 春生
- 面積 - 680,000m2（約20.5万坪）
- コースタイプ - 丘陵コース
- コース - 18ホールズ、パー72、6,909ヤード、コースレート72.3
- グリーン - 2グリーン、ベント（ペンクロス）
- フェアウエイ - コーライ
- ラフ - シバ
- ハザード - バンカー93、池が絡むホール2
- プレースタイル - 乗用カート、キャディ付き
- 練習場 - 12打席 165ヤード
- 休場日 - 毎週月曜日（7-8月は無休）12月1日 - 4月初旬クローズ[4][5]

## ギャラリー
- コース - [6]
- ハウス - [7]

## 交通アクセス
- 鉄道 - 北陸新幹線・東日本旅客鉄道（JR東日本）小海線 - 佐久平駅よりタクシー利用 約20分
- 道路 - 上信越自動車道 - 佐久ICより 8km 約15分[8]

## 関連文献
- 伊藤昭二「大浅間ゴルフクラブ」 『週刊ダイヤモンド 1971年8月14日特大号 東京 日本のゴルフ場』ダイヤモンド社、1971年8月14日、[要ページ番号]
- 「大浅間ゴルフクラブ（長野県）」『ゴルフ場ガイド 東版 2006-2007』ゴルフダイジェスト社、2006年5月、[要ページ番号]
- 「クローズアップ21(その128)レディス施設を重点的にリニューアル 大浅間ゴルフクラブ 女性ゴルファーに選ばれるクラブを目指して」『月刊ゴルフマネジメント』一季出版、2011年8月、[要ページ番号]